# Maria Radziwiłłowa

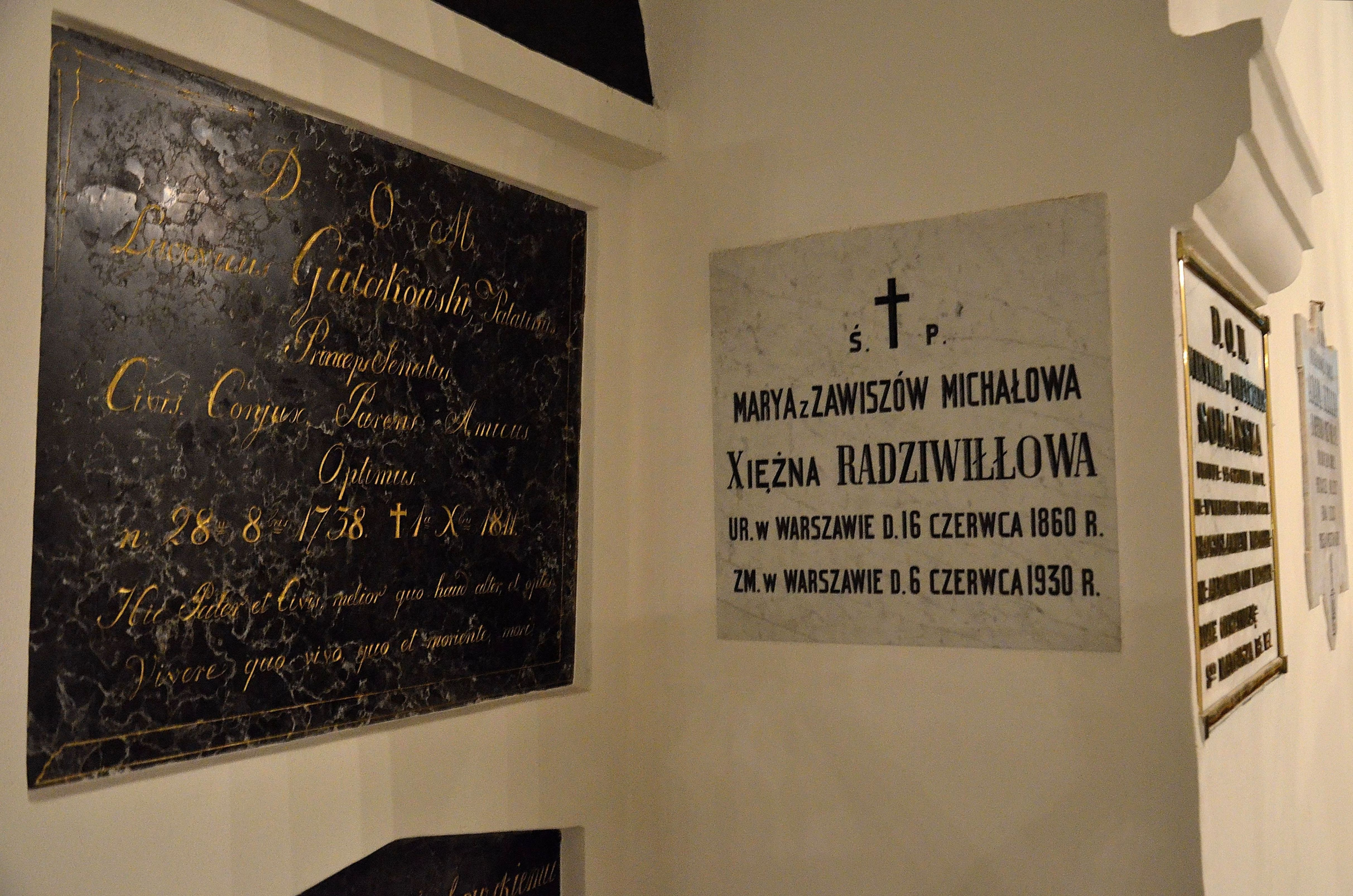
Tablica epitafijna Marii Radziwiłłowej w dolnym kościele bazyliki Świętego Krzyża w Warszawie

Maria Ewa Radziwiłłowa, z Kieżgajłów-Zawiszów (ur. 16 czerwca 1860 w Warszawie, zm. 6 czerwca 1930 tamże) – polska działaczka filantropijna, fundatorka kościołów.

## Życiorys
Była córką Jana Kieżgajły Zawiszy (ziemianina, archeologa, etnografa) i Marii z Kiwileckich. 17 maja 1879 poślubiła Michała Radziwiłła, ziemianina, właściciela Nieborowa. Od lat 80. aktywnie uczestniczyła w działalności filantropijnej, fundowała szkółki i schroniska dla ubogiej młodzieży na warszawskiej Pradze (m.in. przytułek „Nazaret”). Szkołę dla młodych rzemieślników oraz kościół ufundowała także w swoich dobrach rodzinnych (Dworzec na pograniczu ziemi białostockiej i nowogródzkiej). Należała do Warszawskiego Towarzystwa Dobroczynności.
Po śmierci męża (1903) przeniosła się do Warszawy na stałe, gdzie mimo dużego majątku żyła skromnie, fundując kolejne katolickie obiekty sakralne, m.in. bazylikę Najświętszego Serca Jezusowego przy ul. Kawęczyńskiej.
Zmarła wskutek potrącenia przez rowerzystę. Została pochowana w podziemiach (dolnym kościele) kościoła św. Krzyża w Warszawie.

## Rodzina
Jej siostra Maria Magdalena (używała imienia Magdalena), żona najpierw Ludwika Krasińskiego (ziemianina i przemysłowca), potem Mikołaja Radziwiłła (kapitana wojsk rosyjskich, folklorysty białoruskiego), była również działaczką filantropijną, aktywną w białoruskim ruchu narodowym.
Z małżeństwa z Michałem Radziwiłłem nie miała dzieci.

## Upamiętnienie
Marię Radziwiłłową i jej męża upamiętnia jedna z tablic Praskiej Galerii Sław wmurowanych w chodnik ul. Stalowej w Warszawie w 2017 roku.